# Joe Arpaio

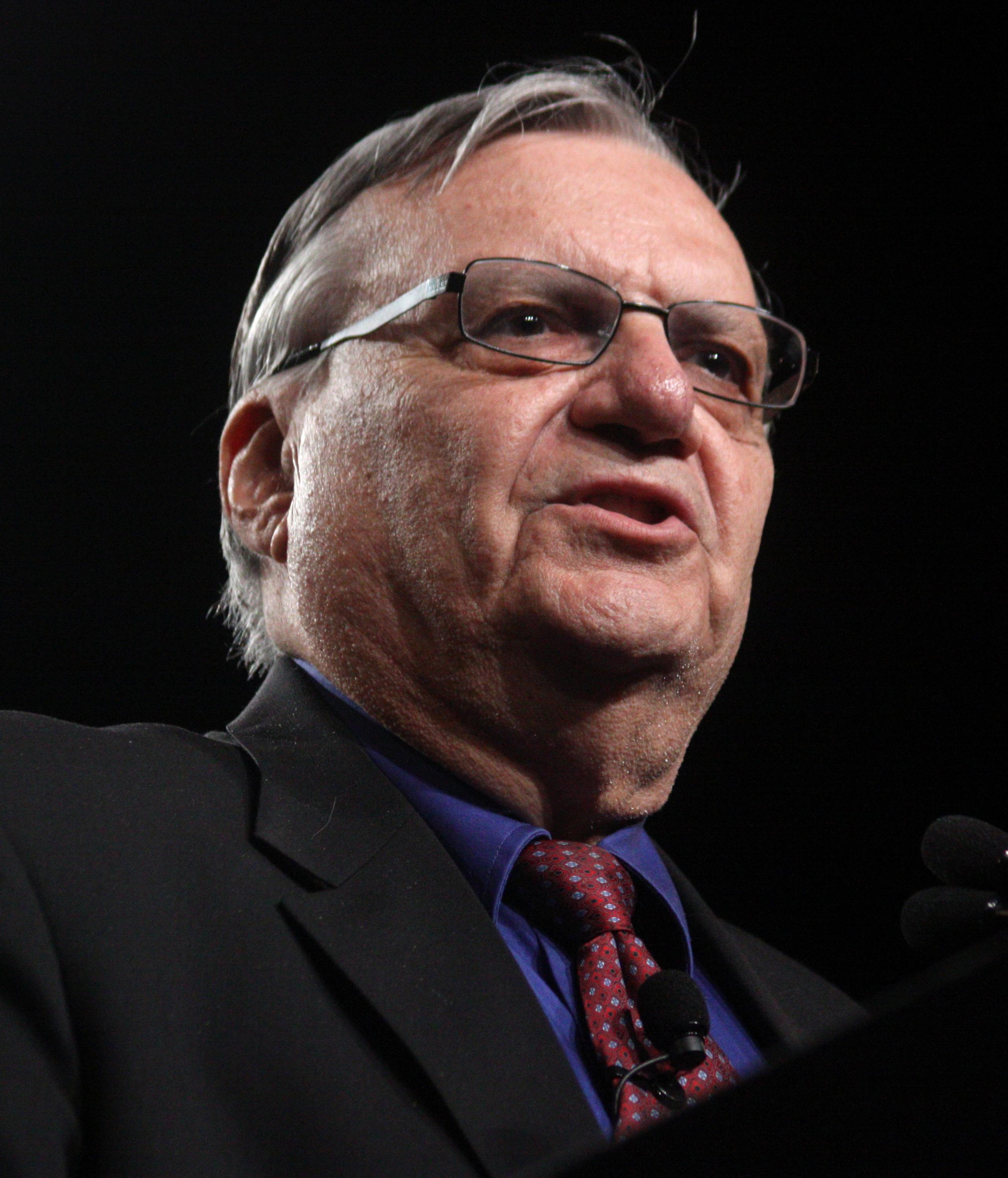
Joe Arpaio

Joseph M. Arpaio (Springfield (Massachusetts), 14 juni 1932) is een Amerikaanse voormalige sheriff (hoofd van de politie) van Maricopa County, Arizona. Hij bekleedde de functie van 1993 tot en met 2016. Als zelfverklaard America's toughest sheriff had hij een controversiële reputatie: hij werd geprezen om zijn harde no-nonsense-aanpak maar werd ook scherp gekritiseerd om diezelfde aanpak, die door velen mensonterend werd genoemd en die tot kostbare rechtszaken leidde.

## Biografie

### Vroege carrière
Arpaio was een kind van een uit de Italiaanse stad Napels gevlucht koppel. Zijn moeder stierf bij zijn geboorte, en zijn vader had weinig interesse om hem op te voeden. Hierdoor bestond een groot deel van zijn jeugd uit het rondtrekken van de ene opvangfamilie naar de andere.
Arpaio diende in het Amerikaanse leger van 1950 tot 1953 in de Koreaanse Oorlog. Nadat de oorlog was afgelopen ging hij naar Washington D.C. om carrière te maken bij de politie. Al snel trok hij verder en ging hij in Las Vegas, Nevada werken. In 1956 trouwde hij met zijn vrouw Ava. Arpaio werkte meer dan 20 jaar bij de DEA (United States Drug Enforcement Administration). Zijn werkzaamheden bestonden voornamelijk uit bestrijden van drugsproductie en -handel in landen als Turkije, Marokko en Mexico. Vier jaar voor zijn pensioen werd hij hoofd van de DEA-afdeling in Arizona.

### Carrière als sheriff
In 1992, nadat hij eerder met pensioen was gegaan, stelde hij zich kandidaat voor sheriff in Maricopa County in de deelstaat Arizona. Deze verkiezingen won hij. Onmiddellijk nadat hij sheriff was geworden, werden er drastische veranderingen doorgevoerd.
Zo werd er bezuinigd op de gevangenissen, de county jails, waar voornamelijk licht gestraften zitten en personen in afwachting van hun proces. Het regime werd sterk versoberd. Het aantal maaltijden werd beperkt tot twee per dag, en Arpaio liet zich erop voorstaan dat deze maaltijden niet meer dan ongeveer een halve dollar per gevangene per dag kostten. Hij opende de zogenoemde Tent City waar gevangenen in tenten moesten slapen ongeacht de buitentemperatuur, die daar 's zomers tot hoge waarden kan oplopen. Ook voerde hij vrijwillige tewerkstelling in zogeheten chain gangs (opnieuw) in, ook voor vrouwen en kinderen.
Verder zette hij enkele burgerprogramma's op voor de preventie en bestrijding van misdaad, waarvan vooral een 'posse' opviel die was bedoeld om burgers mee te laten helpen bij het opsporen en uitzetten van illegale immigranten.
Arpaio is in 1996, 2000, 2004, 2008 en 2012 herkozen en dat maakt hem de langstzittende sheriff van de Verenigde Staten ooit. Door discussie over racisme en onvoldoende aandacht voor andere thema's dan illegale immigratie (zoals kindermisbruik) is zijn populariteit wel gedaald. In 2000 kreeg hij nog 66% van de stemmen. In 2012, ondanks een campagnebudget van ruim 6 miljoen dollar, is dit gedaald tot 51,51%. Door zijn harde optreden tegen illegalen is hij vooral bij Spaanstaligen in Arizona erg impopulair geworden.
Op 8 november 2016 verloor Arpaio de verkiezingen van de Democraat Paul Penzone, die hem op 7 januari 2017 is opgevolgd als sheriff.
In 2020 verloor Arpaio bij de voorverkiezingen bij een poging als sheriff herkozen te worden.

### Gratieverlening door president Trump
Op 25 augustus 2017 verleende president Donald Trump aan Arpaio gratie voor zijn veroordeling wegens minachting van het gerechtshof. In de officiële verklaring van het Witte Huis over de verlening van gratie werd Arpaio beschreven als een waardige kandidaat, die de natie meer dan vijftig jaren had gediend door het publiek te beschermen tegen de gesel van misdaad en illegale immigratie. Trump verdedigde zijn beslissing op Twitter door te verklaren dat Arpaio een Amerikaanse patriot is, die Arizona veilig heeft gehouden. Hoewel veel media vermoedden dat de timing van de bekendmaking (vrijdagavond, met groot nieuws over orkaan Harvey) gekozen was om zo weinig mogelijk aandacht te trekken, stelde Trump in een verklaring enkele dagen later dat hij dit juist had gedaan in de verwachting hogere kijkcijfers te trekken. Arpaio bedankte de president in een aantal tweets, waarin hij zijn gevoelens beschreef als vereerd en ongelooflijk dankbaar. Ook bedankte hij zijn loyale supporters.